# زنامنکا (استان آمور)
زنامنکا (به لاتین: Znamenka) یک منطقهٔ مسکونی در روسیه است که در استان آمور واقع شده‌است.